# Ortiporio
Ortiporio (korziško Ortiporiu) je naselje in občina v francoskem departmaju Haute-Corse regije - otoka Korzika. Leta 1999 je naselje imelo 113 prebivalcev.

## Geografija
Kraj leži v severnem delu otoka Korzike 41 km jugozahodno od središča Bastie.

## Uprava
Občina Ortiporio skupaj s sosednjimi občinami Bigorno, Campile, Campitello, Canavaggia, Crocicchia, Lento, Monte, Olmo, Penta-Acquatella, Prunelli-di-Casacconi, Scolca in Volpajola sestavlja kanton Alto-di-Casaconi s sedežem v Campitellu. Kanton je sestavni del okrožja Corte.